# Льюис, Джерри Ли
Дже́рри Ли Лью́ис (англ. Jerry Lee Lewis; 29 сентября 1935[…], Ферридей, Конкордия, Луизиана, США — 28 октября 2022, Несбит, Де-Сото, Миссисипи) — американский певец, пианист, композитор, один из основоположников и ведущих исполнителей рок-н-ролла.

## Биография
Джерри Ли Льюис родился в бедной семье Элмо и Мами Льюисов. Играть на пианино Льюис начал в раннем возрасте вместе со своими двоюродными братьями — Мики Гилли (впоследствии известный исполнитель кантри) и Джимми Сваггертом, в будущем популярный телепроповедник). Именно в те годы Льюис получил прозвище «Убийца» (The Killer).
Карьера Льюиса началась в Мемфисе, с записей на Sun Records в 1956 году. Владелец лейбла — Сэм Филлипс — возлагал на Льюиса особые надежды, рассчитывая вырастить нового Элвиса Пресли. Первым хитом певца стал сингл «Crazy Arms» (1956). Следующий хит «Whole Lotta Shakin’ Goin’ On» (1957) стал визитной карточкой певца. Затем последовали также успешные «Great Balls of Fire» (1957), «Breathless» (1958), «High School Confidential» (1958). Будучи пианистом и не имея возможности отходить от инструмента, Льюис направлял всю свою ураганную энергию в игру, часто дополняя её ударами по клавишам ногами и головой.
Бурно развивавшаяся карьера Льюиса была почти погублена скандалом, разразившимся в мае 1958 года в ходе турне по Англии и Шотландии вокруг его женитьбы на 13-летней двоюродной племяннице Майре Гейл Браун. Скандал привёл к тому, что часть концертов была сорвана, а остальные пришлось отменить в связи с развернувшейся широкомасштабной травлей артиста в британской прессе. На родине артиста также ждал холодный приём. Его песни надолго исчезли из эфиров американских радиостанций, лишь Алан Фрид оставался предан музыканту и продолжал ставить в эфир своей радиостанции его записи вплоть до разразившегося в 1959 году скандала, связанного с пэйолой. Льюис был единственным успешным исполнителем Sun Records, который продолжал записываться у Сэма Филлипса, в отличие от других коллег по лейблу, которые через один-два года переходили на более крупные фирмы звукозаписи. В начале 1960-х гг. Льюис обратился к современному ритм-н-блюзу и записал свои кавер-версии таких песен, как «Money (That’s What I Want)», «What’d I Say», «Save the Last Dance for Me».
В 1963 году Льюис расстался с Sun Records и стал заниматься поиском своего нового пути. К середине 1960-х, когда последствия скандала сошли на нет, Джерри Ли Льюис снова обрёл определённую популярность у европейской публики, преимущественно в Великобритании и Германии. Тогда же он заново перезаписал свои рок-н-роллы 50-х для Smash Records (подразделение Mercury Records). Затем, как и многие рок-музыканты его поколения, Льюис постепенно стал обращаться к кантри, где его ожидал успех. В 1968 году имя Джерри Ли Льюиса вернулось на первые строчки хит-парада категории «кантри» «Биллборда» с синглом «What’s Made Milwaukee Famous (Has Made a Loser Out of Me)», в 1971 после 13-летнего перерыва у артиста снова появился золотой сингл — «Would You Take Another Chance on Me». В 1973 году сингл «Chantilly Lace» на три недели возглавил хит-парад категории кантри.

Во время празднования своего сорок первого дня рождения в 1976 году Льюис в шутку навёл пистолет на своего бас-гитариста, Батча Оуэнса, и, полагая, что он не был заряжен, нажал на спусковой крючок, выстрелив ему в грудь. Оуэнс остался жив. Несколько недель спустя, 23 ноября, Льюис был арестован из-за ещё одного инцидента, связанного с оружием: Льюис был приглашён Элвисом Пресли в своё поместье «Грейсленд», но охрана не знала о его визите. На вопрос охраны, что он делает у входных ворот, Льюис показал пистолет и сказал, что пришёл убить Пресли.
- Карл Перкинс, Рой Орбисон, Джонни Кэш и Джерри Ли Льюис (слева направо) в телевизионной программе "Johnny Cash Christmas Special", 1977
- 1977
- Джерри Ли Льюис в Credicard Hall, Сан-Паулу, 2009

В 1986 году был создан Зал славы рок-н-ролла, и Джерри Ли Льюис стал одним из 10 первых его членов.
В 1989 году по книге Майры Гейл Браун была снята экранизация биографии Джерри Ли Льюиса — фильм «Большие огненные шары», охватывающая период с детства до скандала 1958 года. Главную роль в фильме сыграл Деннис Куэйд, роль Майры — Вайнона Райдер. Специально для фильма Льюис заново записал свои главные хиты.
Льюису было также отведено заметное место в биографическом фильме «Переступить черту» (2005) о Джонни Кэше.
Джерри Ли Льюис умер 28 октября 2022 года в возрасте 87 лет.

## Наследие
В родном городе певца в его честь назван переулок. В честь песни Льюиса «What’s Made Milwaukee Famous (Has Made a Loser Out of Me)» названа целая музыкальная группа.

## Дискография
Указаны только американские альбомы (за исключением особо отмеченных); сборники исключены.
- 1958 Jerry Lee Lewis (Sun Records)
- 1961 Jerry Lee's Greatest (Sun Records)
- 1963 The Golden Hits of Jerry Lee Lewis (Smash Records)
- 1964 Live at the Star Club, Hamburg (Philips Records; выпущен в ФРГ)
- 1964 The Greatest Live Show on Earth (Smash Records)
- 1965 The Return of Rock (Smash Records)
- 1965 Country Songs for City Folks (Smash Records)
- 1966 Memphis Beat (Smash Records)
- 1967 By Request: More of the Greatest Live Show on Earth (Smash Records)
- 1967 Soul My Way (Smash Records)
- 1968 Another Place, Another Time (Smash Records)
- 1968 She Still Comes Around (Smash Records)
- 1969 Jerry Lee Lewis Sings the Country Music Hall of Fame Hits, Vol. 1 (Smash Records)
- 1969 Jerry Lee Lewis Sings the Country Music Hall of Fame Hits, Vol. 2 (Smash Records)
- 1970 She Even Woke Me Up To Say Goodbye (Smash Records)
- 1970 Live at the International, Las Vegas (Mercury Records)
- 1971 In Loving Memories: The Jerry Lee Lewis Gospel Album (Mercury Records)
- 1971 There Must Be More To Love Than This (Mercury Records)
- 1971 Touching Home (Mercury Records)
- 1971 Would You Take Another Chance on Me? (Mercury Records)
- 1972 The 'Killer' Rocks On (Mercury Records)
- 1972 Who’s Gonna Play This Old Piano? (Mercury Records)
- 1973 Sometimes a Memory Ain’t Enough (Mercury Records)
- 1973 Southern Roots- Back Home to Memphis (Mercury Records)
- 1973 The Session (Mercury Records)
- 1974 I-40 Country (Mercury Records)
- 1975 Boogie Woogie Country Man (Mercury Records)
- 1976 Country Class (Mercury Records)
- 1977 Country Memories (Mercury Records)
- 1978 Jerry Lee Lewis Keeps Rockin' (Mercury Records)
- 1979 Jerry Lee Lewis (Elektra Records)
- 1980 When Two Worlds Collide (Elektra Records)
- 1980 Killer Country (Elektra Records)
- 1981 The Million Dollar Quartet (Charly Records; выпущен в Великобритании; запись 1956 г. c Элвисом Пресли и Карлом Перкинсом)
- 1982 The Survivors (Columbia Records; запись концерта в Штутгарте 23.04.1981 c Карлом Перкинсом и Джонни Кэшэм)
- 1982 My Fingers Do the Talkin' (MCA Records; в США вышел в 1983)
- 1984 I Am What I Am (MCA Records)
- 1984 Four Legends (Pulsation Records; с Уэббом Пирсом, Фароном Янгом и Мелом Тиллисом)
- 1985 Six of ONe, Half a Dozen of the Other (записи c концерта в Palomino Club)
- 1986 Class of ’55 (Smash Records; c Карлом Перкинсом, Джонни Кэшэм и Роем Орбисоном)
- 1986 Get Out Your Big Roll Daddy
- 1989 Great Balls of Fire (Polydor Records; саундтрек к фильму «Огненные шары»)
- 1995 Young Blood (Elektra Records)
- 2006 Last Man Standing (Artist First Records)
- 2010 Mean Old Man (Verve Records)

Указаны только американские синглы; переиздания исключены.
- 1956 Crazy Arms / End of the Road (Sun Records)
- 1957 Whole Lotta Shakin’ Goin’ On / It’ll Be Me (Sun Records)
- 1957 Great Balls of Fire / You Win Again (Sun Records)
- 1958 Breathless / Down the Line (Sun Records)
- 1958 High School Confidential / Fools Like Me (Sun Records)
- 1958 The Return of Jerry Lee / Lewis Boogie (Sun Records)
- 1958 Break Up / I’ll Make It All up to You (Sun Records)
- 1958 I’ll Sail My Ship Alone / It Hurt Me So (Sun Records)
- 1959 Lovin' up a Storm / Big Blon' Baby (Sun Records)
- 1959 Let’s Talk About Us / The Ballad of Billy Joe (Sun Records)
- 1959 Little Queenie / I Could Never Be Ashamed of You (Sun Records)
- 1960 In the Mood / I Get the Blues When It Rains (Philips International Records)
- 1960 Old Black Joe / Baby, Baby Bye Bye (Sun Records)
- 1960 Hang up My Rock’n’Roll Shoes / John Henry (Sun Records)
- 1960 When I Get Paid / Love Made a Fool of Me (Sun Records)
- 1961 What’d I Say / Livin' Lovin' Wreck (Sun Records)
- 1961 It Won’t Happen With Me / Cold Cold Heart (Sun Records)
- 1961 Save the Last Dance for Me / As Long As I Live (Sun Records)
- 1961 Money / Bonnie B (Sun Records)
- 1962 I’ve Been Twistin' / Ramblin' Rose (Sun Records)
- 1962 Sweet Little Sixteen / How’s My Ex Treating You (Sun Records)
- 1962 Good Golly Miss Molly / I Can’t Trust Me (In Your Arms Anymore) (Sun Records)
- 1963 Teenage Letter / Seasons of My Heart (Sun Records)
- 1963 Hit The Road, Jack / Pen & Paper (Smash Records)
- 1964 I’m On Fire / Bread And Butterman (Smash Records)
- 1964 She Was My Baby / The Hole He Said He’d Dig For Me (Smash Records)
- 1964 High Heel Sneakers / You Went Back On Your Word (Smash Records)
- 1965 Baby, Hold Me Close / I Believe In You (Smash Records)
- 1965 Carry Me Back to Old Virginia / I Know What It Means (Sun Records)
- 1965 Rockin' Pneumonia & The Boogie-Woogie Flu / This Must Be The Place (Smash Records)
- 1965 Green, Green Grass of Home / Baby, You’ve Got What It Takes (Smash Records)
- 1966 Sticks & Stones / What A Heck Of A Mess (Smash Records)
- 1966 Memphis Beat / If I Had It All To Do Over (Smash Records)
- 1967 It’s A Hang Up Baby / Holdin' On (Smash Records)
- 1967 Turn On Your Lovelight / Shotgun Man (Smash Records)
- 1968 Another Place, Another Time / Walkin' The Floor Over You (Smash Records)
- 1968 What’s Made Milwaukee Famous / All The Good Is Gone (Smash Records)
- 1968 She Still Comes Around / Slippin' Around (Smash Records)
- 1968 To Make Love Sweeter For You / Let’s Talk About Us (Smash Records)
- 1969 Don’t Let Cross Over / We Live In Two Different Worlds (Smash Records)
- 1969 One Has My Name / I Can’t Stop Loving You (Smash Records)
- 1969 She Even Woke Me Up To Say Goodbye / Echoes (Smash Records)
- 1969 Roll Over Beethoven / Secret Places (Smash Records)
- 1969 Once More With Feeling / You Went Out Of Your Way (Smash Records)
- 1970 There Must Be More To Love Than This / Home Away From Home (Mercury Records)
- 1970 I Can’t Have A Merry Christmas, Mary (Without You) / In Loving Memories (Mercury Records)
- 1971 Touching Home / Woman, Woman (Mercury Records)
- 1971 When He Walks On You / Foolish Kind Of Man (Mercury Records)
- 1971 Me & Bobby McGhee / Would You Take Another Chance On Me (Mercury Records)
- 1972 Chantilly Lace / Think About It Darlin' (Mercury Records)
- 1972 Lonely Weekends / Turn On Your Lovelight (Mercury Records)
- 1972 Me And Jesus / Handwriting On The Wall (Mercury Records)
- 1972 Who’s Gonna Play This Old Piano / No Honky Tonks In Heaven (Mercury Records)
- 1973 No More Hanging On / The Mercy Of A Letter (Mercury Records)
- 1973 Drinkin' Wine Spo-Dee-O-Dee / Rock Medley (Mercury Records)
- 1973 No Headstone On My Grave / Jack Daniel’s (Old Number Seven) (Mercury Records)
- 1973 Sometimes A Mermory Ain’t Enough / I Need To Pray (Mercury Records)
- 1973 Falling To The Bottom / I’m Left, You’re Right, She’s Gone (Mercury Records)
- 1974 Just A Little Bit / Meat Man (Mercury Records)
- 1974 Telltale Signs / Cold, Cold Morning Light (Mercury Records)
- 1974 He Can’t Fill My Shoes / Tomorrow’s Taking Baby Away (Mercury Records)
- 1975 I Can Still Hear The Music In The Restroom / (Remember Me) I’m The One Who Loves You (Mercury Records)
- 1975 Boogie-Woogie Country Man / I’m Still Jealous Of You (Mercury Records)
- 1975 A Damn Good Country Song / When I Take My Vacation In Heaven (Mercury Records)
- 1976 Don’t Boogie-Woogie / That Kind Of Fool (Mercury Records)
- 1976 The Closest Thing To You / You Belong To Me (Mercury Records)
- 1976 Let’s Put It Back Together Again / Jerry’s Rock’n’Roll Revival Show (Mercury Records)
- 1977 Middle-Age Crazy / Georgia On My Mind (Mercury Records)
- 1978 Come On In / Who’s Sorry Now (Mercury Records)
- 1978 I’ll Find It Where I Can / Don’t Let The Stars Get In Your Eyes (Mercury Records)
- 1979 Rockin' My Life Away / I Wish I Was Eighteen Again (Elektra Records)
- 1979 Who Will The Next Fool Be / Rita May (Elektra Records)
- 1980 When Two Worlds Collide / Good News Travels Fast (Elektra Records)
- 1980 Honky Tonk Stuff / Rockin' Jerry Lee (Elektra Records)
- 1980 Folsom Prison Blues / Over The Rainbow (Elektra Records)
- 1981 Thirty-Nine And Holding / Change Places With Me (Elektra Records)
- 1981 I’d Do It All Again / Who Will Buy The Wine (Elektra Records)
- 1982 I’m So Lonesome I Could Cry / Pick Me Up On Your Way Down (Mercury Records)
- 1982 My Fingers Do The Talkin' / Forever Forgiving (MCA Records)
- 1982 Circumstantial Evidence / Come As You Were (MCA Records)
- 1982 Why You Been Gone So Long / She Sings Amazing Grace (MCA Records)
- 1984 I Am What I Am / That Was The Way It Was Then (MCA Records)
- 1986 Get Out Your Big Roll, Daddy / Honky Tonkin' Rock’n’Roll Piano Man
- 1986 Sixteen Candles
- 1989 Never Too Old to Rock’n’Roll (дуэт с Ронни Макдауэлл)